# Župnija Ptuj – Sveti Jurij
Župnija Ptuj – Sveti Jurij je rimskokatoliška teritorialna župnija, dekanije Ptuj, Ptujsko-Slovenjegoriškega naddekanata, ki je del nadškofije Maribor.

## Sakralni objekti
- Cerkev svetega Jurija (župnijska cerkev)